# Экономика Дагестана
Экономика Дагестана — 35-я экономика среди субъектов Российской Федерации по объёму валового регионального продукта (2010 г.). Основные отрасли производства в Дагестане: сельское хозяйство, виноделие, рыболовство, народные промыслы, строительство, добыча полезных ископаемых, лёгкая и химическая промышленности, машиностроение и производство электроэнергии.

## Экономические показатели
- Динамика промышленного производства — 2,6 % (2010 г.)
- Динамика сельскохозяйственного производства — 4,2 % (2010 г.)
- Уровень безработицы — 13 % (IV квартал 2010 г.)[2]

### Валовой региональный продукт
Валовой региональный продукт в 2009 году составил 265,1 млрд рублей. По оценке Минэкономразвития России темп роста ВРП к 2007 году составил 115,1 % (0,6 % суммарного объёма ВРП Российской Федерации).
Валовой региональный продукт Республики Дагестан
| Год               | 2008 г. | 2009 г. | 2010 г.      | 2011 г. | 2012 г.          |
| Сумма (млрд руб.) | 219,8   | 270,1   | 292,13—337,6 |         |                  |
| Рост (%)          | 115,1   | 107,9%  | 113,3%       |         | 117,4% (прогноз) |

#### Валовой региональный продукт на душу населения
По оценке Минэкономразвития России в 2008 году Дагестан занимал 76 место по Российской Федерации по ВРП на душу населения (81,4 тыс. рублей). В 2009 году это показатель увеличится до 99,1 тыс. рублей, а в 2012 году прогнозировалось увеличение до 186,3 тыс. рублей (51 место по Российской Федерации).
Валовой региональный продукт на душу населения
| Год               | 2008 г. | 2009 г. | 2010 г.         | 2011 г. | 2012 г.         |
| Сумма (тыс. руб.) | 81,4    | 99,1    | 122,6 (прогноз) |         | 186,3 (прогноз) |
| Место по РФ       | 76      |         |                 |         | 51 (прогноз)    |

### Внешнеторговый оборот
Экспорт за январь — сентябрь 2014 года составил 77,0 млн долларов США, в том числе в страны дальнего зарубежья — 65,6 млн долларов США, в государства -участники СНГ — 11,4 млн долларов США.
Импорт за январь — сентябрь 2014 года составил 418,0 млн долларов США, в том числе из стран дальнего зарубежья — 252,7 млн долларов США, из государств -участников СНГ — 165,3 млн долларов США
Во внешнеторговых операциях с Дагестаном участвовало 36 страны (за январь-сентябрь 2013 года — 40). Основные из них: Иран, Азербайджан, Грузия, Китай, Турция, Италия, Венгрия, Украина, ОАЭ. Внешнеторговые отношения в экспортных операциях наиболее активно поддерживались с Ираном и Азербайджаном, а в импортных — с Азербайджаном, Ираном, Грузией, Китаем, Турцией, Италией, Венгрией, Украиной, ОАЭ.

## Финансы

### Бюджет
Дагестан является одним из самых дотационных регионов Российской федерации. В 2011 г. уровень дотационности Дагестана вырос на 3 % в годовом выражении и составил 72,8 % бюджета республики.
В 2011 г. бюджет Дагестана исполнен по доходам на сумму 66,3 млрд рублей, по расходам — на сумму 70,2 млрд рублей. Дефицит бюджета — 3,9 млрд рублей. 79,7 % доходов республиканского бюджета — безвозмездные поступления.
Динамика основных показателей консолидированного бюджета Республики Дагестан, млрд. рублей
| Наименование показателей  | 2003 г. | 2004 г. | 2005 г. | 2006 г. | 2007 г. | 2008 г. | 2009 г. | 2010 г. | 2011 г. | 2012 г. |
| Доходы                    | 16,9    | 19,1    | 22,5    | 27,1    | 38,7    | 52,6    |         |         | 66,3    |         |
| Расходы                   | 17,1    | 19,5    | 23,2    | 26,6    | 37,9    | 49,6    |         |         | 70,2    |         |
| Дефицит (-), профицит (+) | -0,2    | -0,6    | -0,7    | 0,5     | 0,8     | 3,0     |         |         | -3,9    |         |

### Инфляция
В 2011 году инфляция в Дагестане составила 13,9 %.
В 2020 году инфляция в Дагестане составила 7,3 %. 

## Промышленность
На промышленное производство приходится 6,6 % произведённого валового регионального продукта РД. Численность занятых в отрасли составляет более 22 тысяч человек. Доля промышленности в налоговом потенциале республики составляет более 35 %. С 2013 по 2017 гг. промышленное производство в республике выросло в 2,5 раза. Средняя заработная плата в промышленности в 2016 году составила 23 200 руб.
Для создания благоприятного инвестиционного климата в сфере промышленности в республике приняты законы РД «О промышленной политике в Республике Дагестан», «Об индустриальных парках в Республике Дагестан», Государственная программа РД «Развитие промышленности и повышение её конкурентоспособности на 2015—2020 годы», приняты постановления Правительства РД «О создании и развитии индустриальных (промышленных) парков на территории Республики Дагестан» и другие акты. Создан региональный Фонд развития промышленности и Научно-инновационный центр, занимающийся созданием и внедрением инновационных разработок в сфере промышленности.
В республике действуют 5 индустриальных парков — «Долина новых идей и технологий (Тюбе)», «КИП Пром Каспий», «Фотон», «Кристалл Сити», «Кайтаг», а также 4 технопарка — «Композиционные материалы и волокна», «Сулак Композит», "IT-парк полного цикла «Идея-серия» и «Фотон».

### Нефтегазовая промышленность
Добычей нефти и газа в Дагестане занимаются акционерные общества «Дагнефть» и «Дагестангазпром».

### Электроэнергетика

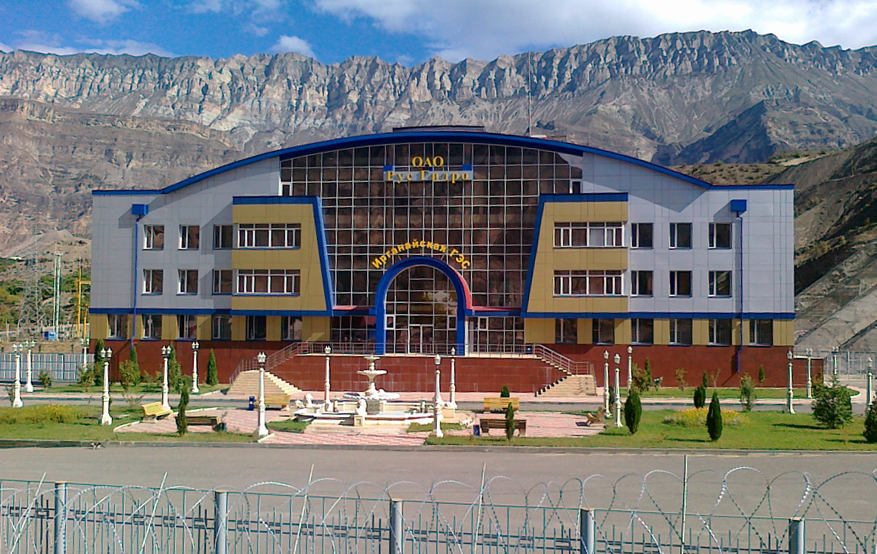
Ирганайская ГЭС на реке Аварское Койсу в с. Гимры

По состоянию на декабрь 2020 года, на территории Дагестана эксплуатировались 18 электростанций общей мощностью 1905,13 МВт, в том числе 17 ГЭС, одна тепловая электростанция и одна солнечная электростанция. В 2019 году они произвели 4116,5 млн кВт·ч электроэнергии. Особенностью энергетики региона является очень высокая доля гидрогенерации, обеспечивающей почти весь объём выработки электроэнергии.
Высокогорные реки региона обладают существенным гидроэлектрическим потенциалом, оцениваемым до 55 млрд кВт·ч в год. На 2010 год выработка действующими станциями составила около 5,1 млрд кВт·ч особенно ценной пиковой электроэнергии в год:
- Уллубиевская ГЭС мощностью 1000 МВт
- Ирганайская ГЭС — 400 МВт
- Миатлинская ГЭС — 220 МВт
- Чирюртские ГЭС суммарной мощностью 125 МВт
- Гоцатлинская ГЭС — 100 МВт, 310 млн кВт·ч/год
- Гергебильская ГЭС — 17,8 МВт
- Гунибская ГЭС — 15 МВт
- а также несколько малых ГЭС

### Машиностроение
Машиностроительный комплекс представлен в республике отраслями авиа- и судостроения, энергетическим машиностроением и электротехнической промышленностью, радиоэлектронной промышленностью. Предприятия машиностроения производят торпеды, дизеля, насосы, сепараторы, рулевые машины, судовое оборудование, бортовое авиационное оборудование, балочные держатели и пускатели для бомб и ракет, аэродромное оборудование, электротехническое оборудование, приборы, шлифовальные и заточные станки и др.
Судостроительная отрасль представлена такими предприятиями, как:
- ОАО Завод «Дагдизель» (г. Каспийск),
- ОАО «Завод им. М. Гаджиева» (г. Махачкала),
- ОАО «Каспийский завод точной механики» (г. Каспийск)[7].

Авиационная отрасль представлена такими предприятиями, как:
- ОАО «Концерн КЭМЗ» (г. Кизляр),
- ОАО «Авиаагрегат» (г. Махачкала),
- ОАО «Буйнакский агрегатный завод»,
- ОАО «Южно-Сухокумский электромеханический завод»[7].

Предприятия авиационной отрасли выпускают бортовое оборудование и наземные средства эксплуатационного контроля самолётов, вертолётов и других летательных аппаратов для гражданской и военной авиации, радиоэлектронное оборудование для систем управления воздушным движением, навигации и посадки, автоматические катапультные устройства, средства спасания пилотов, средства внутренней связи и т. д.
К крупным предприятиям машиностроения также относятся:
- Завод сепараторов (г. Махачкала),
- Завод шлифовальных станков (г. Дербент).

Радиоэлектронная отрасль представлена такими предприятиями, как:
- НПО «Азимут» (г. Махачкала),
- ОАО «Электросигнал»,
- ОАО НИИ «Волна» (г. Дербент),
- ОАО «Избербашский радиозавод им. Плешакова П. С.» (г. Избербаш)[7].

Электротехническая отрасль представлена такими предприятиями, как:
- Завод электротермического оборудования (г. Избербаш)[9]
- Дагэлектроаппарат
- Дагэлектроавтомат (п. Новый Сулак)

Предприятия радиоэлектронной отрасли производят радиотехническое аэронавигационное оборудование, системы взлёта-посадки, аэродромные радиопеленгаторы, системы связи, азимутальные радиомаяки и т. д.

### Химическая и стекольная промышленность
Химическая промышленность Дагестана производит соли фосфора, стекловолокно, лаки, краски и другую продукцию
Крупные предприятия химической промышленности:
- Дагфос (г. Чиръюрт),
- Лакокрасочный завод (г. Махачкала),
- Стекловолокно (г. Махачкала).

Крупные предприятия стекольной промышленности:
- Дагстекло (г. Дагестанские Огни),
- Каспийский завод листового стекла (п. Тюбе),
- ООО «Дагестан Стекло Тара»[7].

В республике функционируют научные учреждения, обладающие разработками в сфере стекольной промышленности, технологии изготовления серебряных зеркал, триплекса, шелкографии, энергосберегающего и закалённого стекла, травления стекла, гнутого стекла, окрашенного стекла и т. д.

### Лёгкая промышленность
Предприятия лёгкой промышленности ориентированы в основном на выполнение государственных и муниципальных заказов.
Крупные предприятия лёгкой промышленности:
- ЗАО «Швейная фабрика им. имама Шамиля»,
- ЗАО «Швейная фабрика „Динамо“»,
- ООО МСРПГ «Южанка»,
- ООО «Универсал»[7].

### Народные промыслы
Развитие народных промыслов в последние годы приходит в упадок. Самым знаменитым промыслом является Кубачинская обработка металла. Другие значительные центры: Балхар (художественная керамика), Унцукуль (насечка), Гоцатль Большой (изделия из меди и серебра).

#### Ковроткачество
Дагестанское ковроткачество в последние десятилетия испытывает трудности. Вместо сумахов в основном ткут камвольные ковры.

## Сельское хозяйство

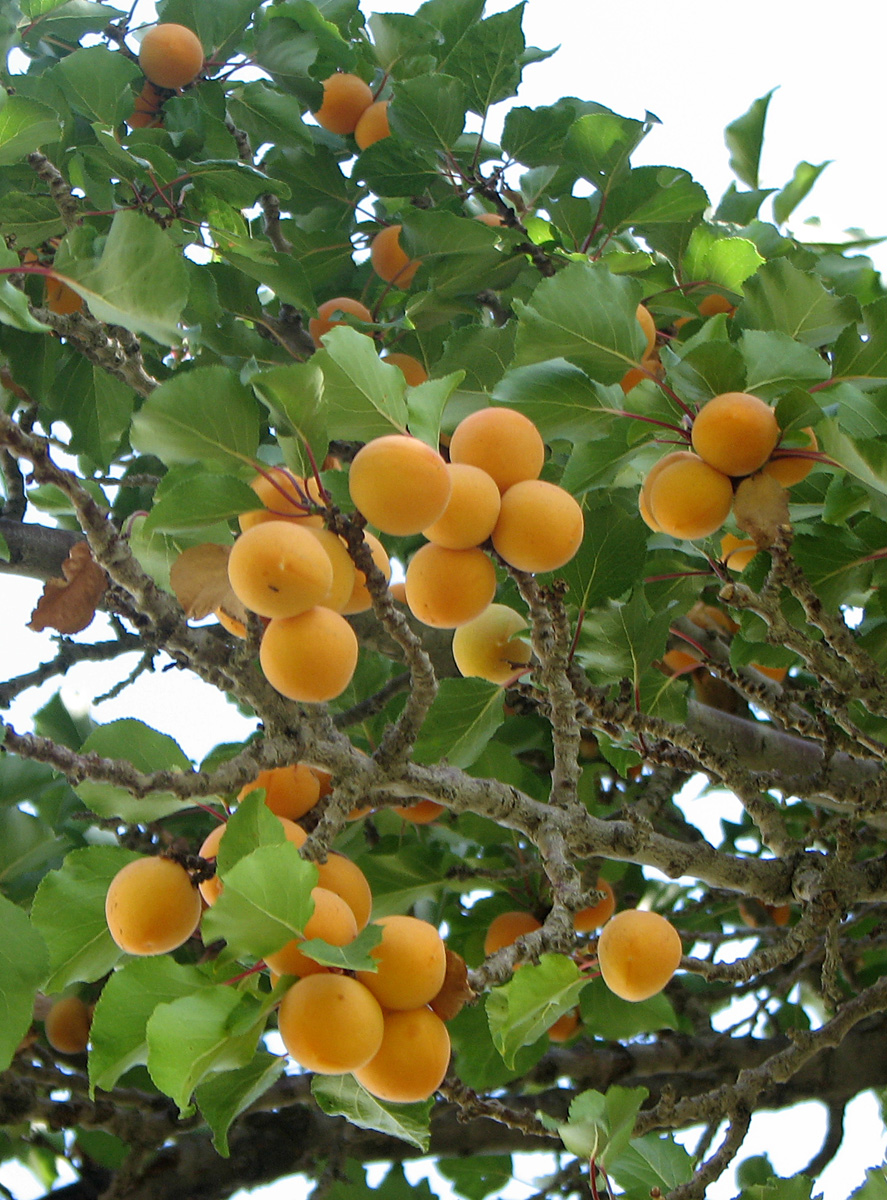
Абрикос

Около 55 % населения региона проживает в сельской местности. В сельском хозяйстве заняты 275 тыс. человек, производится около 20 % валового регионального продукта. В республике функционирует порядка 1000 сельскохозяйственных организаций, около 12 тыс. крестьянских (фермерских) хозяйств и около 500 тыс. единиц личных подсобных хозяйств.
Дагестан имеет благоприятные агроклиматические условия для выращивания ценных сельскохозяйственных культур. Общая площадь земель сельскохозяйственного назначения — 4345,8 тыс. га, из них сельхозугодий — 3254,3 тыс. га (площадь многолетних насаждений составляет — 63,0 тыс. га, пашни 484,4 тыс. га, сенокосов и пастбищ — 2703,2 тыс. га). Площадь орошаемых земель в республике насчитывает 389 тыс. га.

### Растениеводство
В 2022 году валовой сбор плодов составил 208,5 тыс. тонн (в 2021 году 200,3 тыс. т). В частности, урожай яблок составил 81,8 тыс. т, абрикосов — 41,4 тыс. т, сливы — 25,9 тыс. т, персиков — 22,9 тыс. т, груш — 17,6 тыс. т, черешни — 11,1 тыс. т, орехоплодных культур (фундук, грецкий орех) — 5,0 тыс. т, субтропических плодов (хурма, гранат, инжир) — 2,9 тыс. т.
Площадь садов в республике ежегодно увеличивается, сейчас она составляет 30 тыс. га (из них на 23,5 тыс. га сады в стадии плодоношения). С начала года к 25 ноября в регионе было заложено около 1 000 га новых садов, в том числе 350 га — интенсивного типа. До конца года планируется заложить ещё 450 тыс. га, включая 50 га садов интенсивного типа.
В Дагестане выращивается более 10 % овощей открытого грунта России, республика лидирует по валовому сбору — более 1,4 млн тонн ежегодно, получая урожайность овощей более 350 ц/га (при средней по России около 240 ц/га).
По площади, занимаемой рисом, Дагестан занимает второе место в России после Краснодарского края. В 2020 году рисом засеяно 25,5 тыс. га (на 4,1 тыс. га больше уровня 2019 года). Собрано более 107 тыс. тонн риса, что стало рекордным для республики за всю историю рисосеяния. Средняя урожайность кукурузы в зерне составила 100 ц/га, что является очень высокой даже для лидеров отрасли. К примеру, средняя урожайность кукурузы на зерно в России 60 ц/га, а в регионах- лидерах по этому показателю -около 90 ц/га.

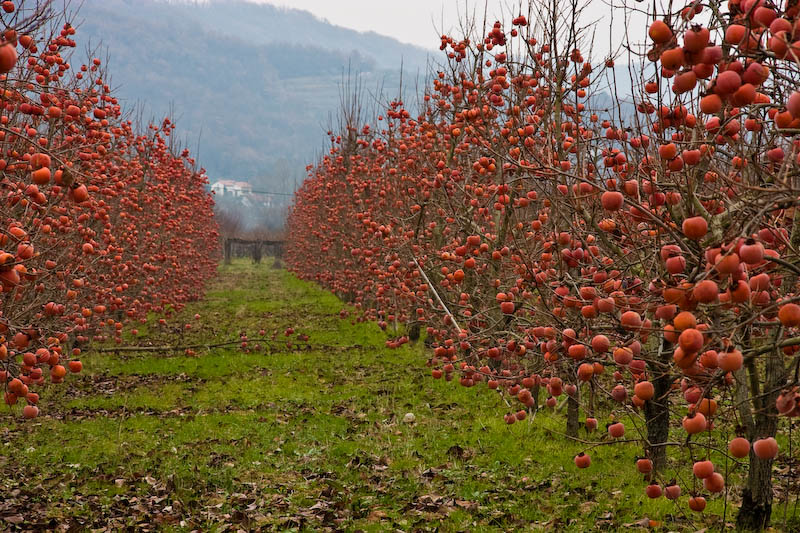
Сад хурмы зимой

В Сулейман-Стальском районе сформировался центр развития садоводства. Сегодня площадь садов, заложенных ООО «Полоса» составляет почти 1,6 тыс. га, а с учётом осенних посадок 2022 года — достигнет 2,6 тыс. га. Из них более 2 тыс. га придутся на один только фундуковый сад — самый крупный в Европе. ООО «Полоса» занимается выращиванием и хранением яблок, груш, черешни, слив, винограда, хурмы, киви, гранат, фундука, грецких орехов, миндаля, каштана.
В Магарамкентском районе идеальные условия для выращивания тропических культур, таких как киви, кудрания и шефердия. А что касается хурмы, в муниципалитете 500 гектаров садов фермерских предприятий, и примерно столько же — это небольшие личные подсобные хозяйства. В 2022 году урожай хурмы около 3 тысяч тонн.

### Животноводство
Наличие обширных пастбищных угодий способствует интенсивному развитию ряда животноводческих отраслей. На республику приходится около пятой части общероссийского стада. Дагестан является лидером в стране по поголовью овец и коз и занимает третье место по численности крупного рогатого скота. Функционирует отгонная система ведения животноводства, предусматривающая перегон скота дважды за год: весной — на летние пастбища в горы, а осенью — на равнину.

### Пищевая промышленность
Предприятия пищевой промышленности выпускают консервную, рыбную (Махачкалинский рыбокомбинат), винодельческую продукцию. Одним из крупнейших сегментов пищевой промышленности является алкогольная промышленность.
Основными производителями алкогольной продукции являются:
- ФГУП «Кизлярский коньячный завод»,
- ОАО «Дербентский коньячный комбинат»,
- ЗАО ВКЗ «Избербашский»,
- ОАО «Махачкалинский винзавод»,
- ОАО «Дербентский завод игристых вин»[7].

## Транспорт

### Воздушный транспорт
Международный аэропорт — Уйташ

### Морской транспорт
Крупный морской порт — Махачкалинский морской порт